# Elektrische Oberleitungsbahn Liesing–Kalksburg
| Fahrzeug der O-Bus-Linie in Fahrtrichtung Liesing unter dem Schwibbogen über die Breitenfurter Straße in Kalksburg kurz nach Station am Kalksburger Kirchenplatz.                                                                            |         |                        |                        |
| Streckenlänge: | 3,8 km  |                        |                        |
| Stromsystem: | 550 V = |                        |                        |
| |         |                        |                        |
| \| \| \| Übergang zur Südbahn \| \| \| \| 0,0 \| Bahnhof Liesing \| Bahnhof Liesing \| \| \| \| Dampftramway \| \| \| \| \| Rodauner Straße \| \| \| \| \| Kalksburg Kirchenplatz \| \| \| \| 3,8 \| Kalksburg Garage \| Kalksburg Garage \| |         |                        |                        |
| |         | Übergang zur Südbahn   |                        |
| U-Bahn-Kopfbahnhof Streckenanfang (Strecke außer Betrieb) | 0,0     | Bahnhof Liesing        | Bahnhof Liesing        |
| U-Bahn-Haltepunkt / Haltestelle (Strecke außer Betrieb) |         | Dampftramway           | Dampftramway           |
| U-Bahn-Haltepunkt / Haltestelle (Strecke außer Betrieb) |         | Rodauner Straße        | Rodauner Straße        |
| U-Bahn-Haltepunkt / Haltestelle (Strecke außer Betrieb) |         | Kalksburg Kirchenplatz | Kalksburg Kirchenplatz |
| U-Bahn-Kopfbahnhof Streckenende (Strecke außer Betrieb) | 3,8     | Kalksburg Garage       | Kalksburg Garage       |

Die Elektrische Oberleitungsbahn Liesing–Kalksburg war ein Oberleitungsbus-Betrieb im damaligen südlichen Umland der österreichischen Hauptstadt Wien. Die Linie verband vom 11. Juli 1909 bis Jänner 1920 die damals noch selbstständige Stadt Liesing mit den seinerzeit ebenfalls noch eigenständigen Gemeinden Rodaun und Kalksburg. Neben Fahrgästen wurden auch Postsendungen befördert.

## Streckenverlauf
Die 3,8 Kilometer lange Strecke verlief auf ihrer gesamten Länge auf der Breitenfurter Straße (heutige B 13a). Sie begann am Bahnhof Liesing an der Südbahn, führte über Rodaun und endete bei der Jakob-Sommerbauer-Straße in Kalksburg. Dort befand sich auch das Depot, das Gebäude blieb bis heute erhalten.

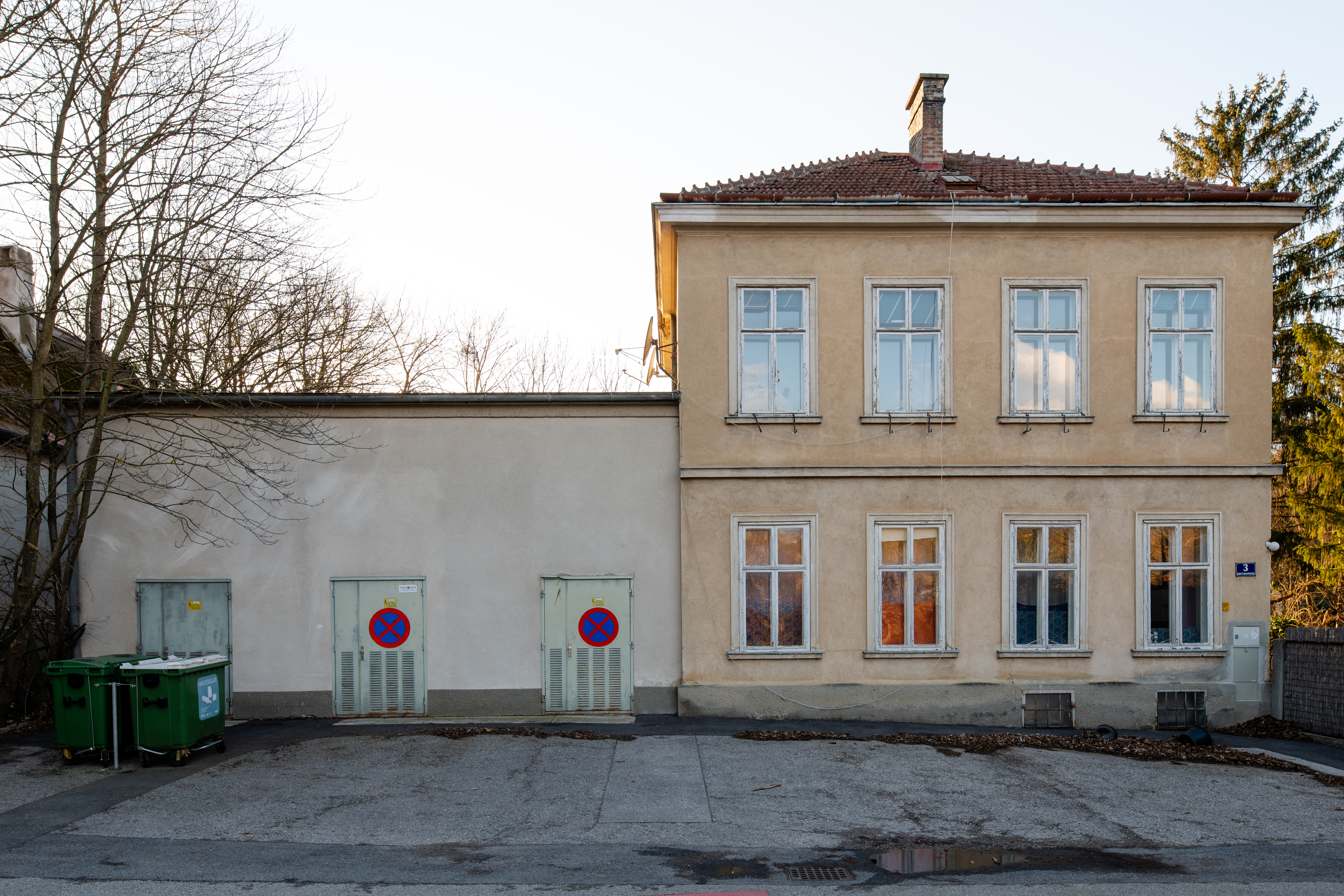
Ehemalige Garage der Oberleitungsbahn

Die Fahrzeit zwischen Liesing und Kalksburg betrug rund 15 Minuten. An Werktagen verkehrten 41 Kurspaare, an Sonn- und Feiertagen gab es einen Verkehr nach Bedarf. Die Strecke war in drei Tarifzonen unterteilt, für die jeweils 10 Heller zu bezahlen waren. An Sonn- und Feiertagen gab es einen Mindestfahrpreis von 20 Heller:
- Liesing Bahnhof - Liesing Dampftramway
- Liesing Dampftramway - Kalksburg Kirchenplatz
- Kalksburg Kirchenplatz - Kalksburg Garage

## Fahrzeuge
Zur Anwendung kam das System Mercédès-Électrique-Stoll. Zu Beginn wurden drei Fahrzeuge eingesetzt, ein vierter Wagen wurden am 10. Oktober 1909 in Betrieb genommen. Sie boten Platz für 21 Fahrgäste (16 Sitz- und 5 Stehplätze), wobei es innen jeweils ein Abteil für Raucher und Nichtraucher gab. Der Einstieg erfolgte vorne beim Fahrer, welcher auch die Fahrkarten verkaufte – in den Sommermonaten fuhr ein Schaffner mit.
Die Wagen besaßen – wie bei diesem System allgemein üblich – je ein vierrädriges Kontaktwägelchen zur Stromabnahme sowie Radnabenmotoren. Die Strecke war komplett einspurig, begegneten sich zwei Wagen, so mussten diese – typisch für das System Mercédès-Électrique-Stoll – kurz anhalten und die Zuleitungen zu den Kontaktwägelchen austauschen. Sie fuhren anschließend mit dem Stromabnehmer des entgegenkommenden Wagens weiter. Die Anspeisung der Oberleitung erfolgte mit 550 V Gleichstrom von einer besetzten Umformerstation, die sich nahe der Querung der Mödlinger Dampftramway befand.
Während des Ersten Weltkrieges war der Betrieb oft einstellungsgefährdet. Der Kauf von Reifen im Juni 1915 konnte die Einschränkungen noch hinauszögern, im September 1917 war die Bereifung allerdings schon in einem so schlechten Zustand, dass der Betrieb nur eingeschränkt stattfand. Zwei Wagen wurden an das k.u.k. Kriegsministerium abgegeben. Die anderen Wagen erhielten zum Schluss noch Holzspeichenräder mit Eisenreifen, die allerdings aufgrund der schlechten Federung die Motoren in Mitleidenschaft zogen, sodass am 15. September 1918 der Betrieb eingestellt werden musste.
Am 15. März 1919 konnte der Betrieb dank der Reaktivierung eines Fahrzeugs wieder aufgenommen werden. Doch bereits am 8. Jänner 1920 beschloss der Gemeinderat die Umstellung auf einen benzinbetriebenen Autobusbetrieb und den Verkauf der elektrischen Anlagen.

## Weitere Betriebe
Eine weitere gleislose Bahn im heutigen Wiener Stadtgebiet war die Gleislose Bahn Pötzleinsdorf–Salmannsdorf, sie verkehrte von 1908 bis 1938. Außerdem verkehrte zwischen 1946 und 1958 der Oberleitungsbus Wien (Linie 22) vom Währinger Gürtel nach Salmannsdorf.